# Alice Zeppilli
Alice Zeppilli, née le 28 août 1885 et morte le 14 septembre 1969, est une soprano française d'origine italienne qui a mené une carrière internationale de 1901 à 1930.

## Biographie
L'apogée de sa carrière se situe aux États-Unis où elle jouit d'une grande popularité. Elle est populaire à Monte-Carlo où elle se produit fréquemment de 1904 à 1919 et plus tard comme professeur de chant après sa retraite de la scène.
Elle fait ses débuts professionnels à l'opéra Lirico de Milan le 25 novembre 1901 à l'âge de 16 ans dans le rôle de Stella lors de la première mondiale de Chopin de Giacomo Orefice. En 1903, elle connait un grand succès à Venise en tant qu'héroïne titre du Cendrillon de Jules Massenet. En 1904, elle apparaît à l'Opéra de Monte-Carlo dans le rôle de Gilda dans Rigoletto de Giuseppe Verdi avec Enrico Caruso dans le rôle du duc de Mantoue et Roger Bourdin dans le rôle titre.